# Theridion anson
Theridion anson là một loài nhện trong họ Theridiidae.
Loài này thuộc chi Theridion. Theridion anson được Herbert Walter Levi miêu tả năm 1967.